# بروخترفلد
بروخترفلد (به هلندی: Bruchterveld) یک منطقهٔ مسکونی در هلند است که در Hardenberg واقع شده‌است. بروخترفلد ۱٬۲۰۰ نفر جمعیت دارد.